# Zrzeszenie Amerykańsko Polskie
Zrzeszenie Amerykańsko-Polskie powstało w Chicago w roku 1922 i jest jedyną agencją pomocy socjalnej na terenie Stanów Zjednoczonych oferującą pełny zakres usług dla Polonii oraz wszystkich tych, którzy potrzebują pomocy. Usługi oferowane są w językach polskim i angielskim z pełnym uwzględnieniem istniejących różnic kulturowych. Misją Zrzeszenia Amerykańsko-Polskiego jest jako agencji pomocy socjalnej wyjście naprzeciw zróżnicowanym potrzebom Polonii mieszkającej na terenie metropolii chicagowskiej poprzez zapewnienie środków dzięki którym mogą dokonać zmian w swoim życiu. ZAP kładzie szczególny nacisk na niesienie pomocy imigrantom. 
Zrzeszenie Amerykańsko Polskie oferuje: usługi socjalne, edukacyjne, pośrednictwo pracy oraz pomoc w załatwianiu spraw imigracyjnych. Zrzeszenie Amerykańsko Polskie pomaga osobom samotnym oraz rodzinom w procesie przystosowania się do życia w USA, oferując wsparcie i nadzieję na usamodzielnienie się. Pomagając Polonii, Zrzeszenie Amerykańsko Polskie przyczynia się do rozkwitu społeczności chicagowskiej. Każdego miesiąca, ponad 3600 osób zgłasza się do naszych biur i korzysta z ponad trzydziestu oferowanych tu programów.